# Paul Thomas (peintre)
Pour les articles homonymes, voir Thomas (nom de famille) et Paul Thomas.
Paul Thomas, né le 30 novembre 1859 à Paris où il est mort dans le 8 décembre 1940, est un peintre français.

## Biographie
Paul Thomas est le fils d'Auguste Thomas et Geneviève Louise Eugénie David.
Il est élève de Jules Lefebvre et Gustave Boulanger aux Beaux-Arts de Paris.
Il est sociétaire des artistes français à partir de 1885.
En 1885, il obtient le second grand prix de Rome.
En 1887, il épouse Marie Madeleine Baschet (1868-1939), le couple vit au 6, rue de l'Abbaye à Paris.
Une médaille de 3e classe lui est décernée en 1892, de seconde classe en 1893, et une médaille d'argent lors de l'Exposition universelle de 1900.
Il meurt à son domicile le 8 décembre 1940.

## Distinctions
- Chevalier de la Légion d'honneur en 1906[3].